# Houtindustrie

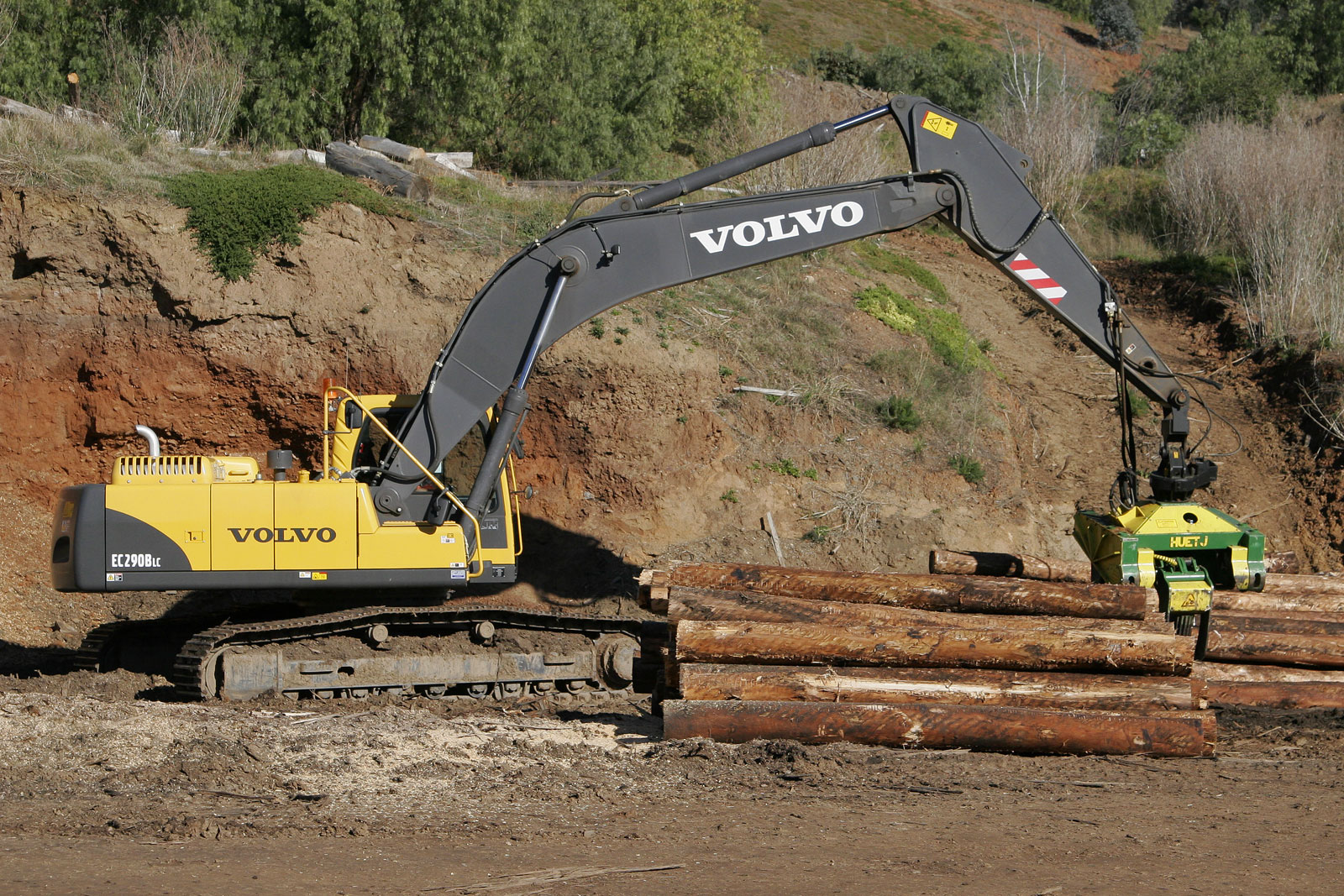
Machinale en computergestuurde houtkap

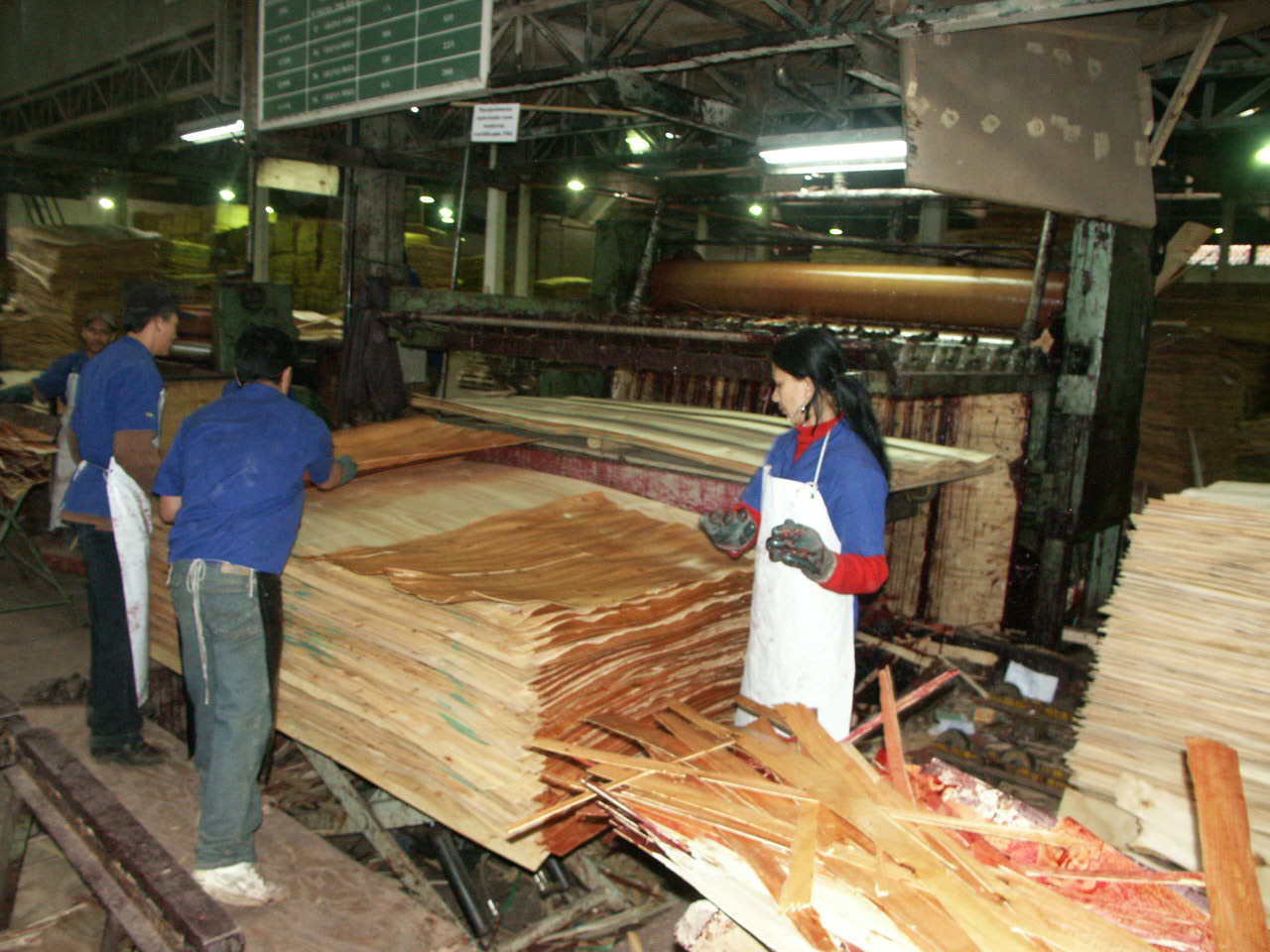
Fabricage van triplex

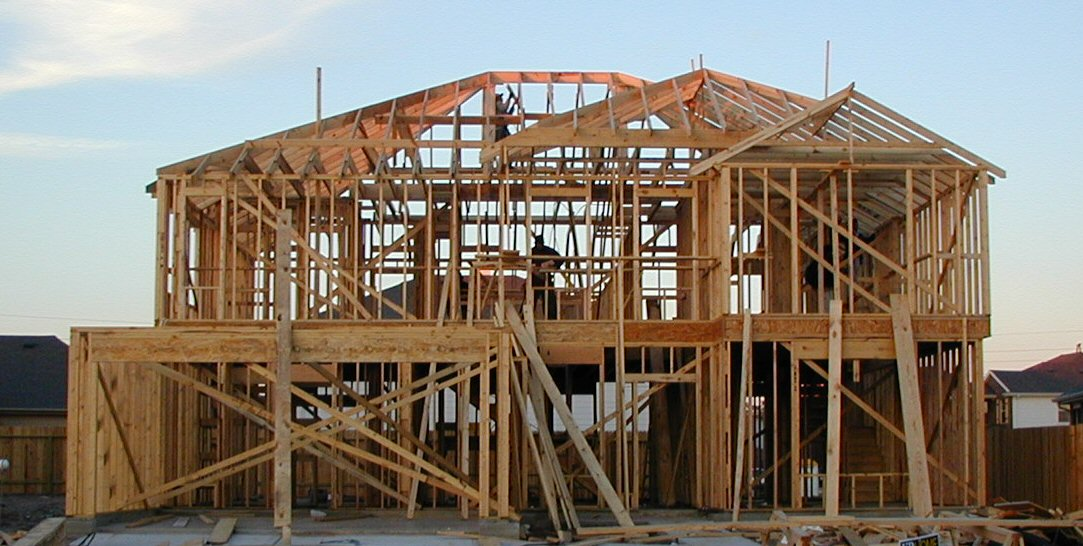
Houtskeletbouw

Houtindustrie is de tak van industrie die gericht is op de oogst en verwerking van hout en de fabricage van houtproducten. In de meest ruime betekenis omvat de houtindustrie de bosbouw, houtkap, houtbewerking en houthandel.  
Hout is een belangrijke grondstof die veel gebruikt wordt in de constructie van huizen en meubelen, voor vloeren, kozijnen, dakconstructies en afwerking. Daarnaast kan hout als brandstof worden gebruikt.

## Sectoren van de houtindustrie
Bij de houtindustrie zijn de volgende sectoren betrokken: 
- Bosbouw: Een aantal boomsoorten, zoals bijvoorbeeld de Eucalyptus, worden in subtropische en tropische landen speciaal voor de houtindustrie aangeplant: dit zijn vaak snelle groeiers. Het hout wordt onder andere gebruikt voor de vervaardiging van papier en als brandhout
- Houtkap: Hierbij is een onderscheid te maken in kaalslag, die vaak leidt tot ontbossing, en meer duurzame manieren van houtoogst.
- Houtbewerking: Dit begon vroeger veelal in de zaagmolen en tegenwoordig in een houtzagerij of zaagfabriek. Er werd vroeger veel gebruik gemaakt van smalspoor.
- Toepassing: Gebruik van het hout in een timmerfabriek voor productie van houten onderdelen, in de bouw of in de houten-meubelindustrie.
- Energieopwekking: Hout wordt vanouds ook gebruikt als brandhout. In houtproducerende streken worden energie- en warmtecentrales met afval van de houtindustrie gestookt.